# ヴァール (アルゴイ)
ヴァール (ドイツ語: Waal) は、ドイツ連邦共和国バイエルン州シュヴァーベン行政管区のオストアルゴイ郡に属す市場町であり、ブーフローエ行政共同体を構成する自治体の一つである。

## 地理
ヴァールはアルゴイ地方に位置する。町の中央部にジンゴルト川が湧出する。この川はアウクスブルクでヴェルタハ川に合流する。ブーフローエへは約8km、ランツベルク・アム・レヒへは約12kmの距離にある。

### 自治体の構成
この町は、公式には6つの地区 (Ort) からなる。このうち小集落や孤立農場などを除く集落を以下に列記する。
- ブロンネン
- エンメンハウゼン
- ヴァール
- ヴァールハウプテン

## 歴史
ヴァールは890年のオットーボイレン修道院の交易記録に初めて登場する。この町は1444年に皇帝フリードリヒ3世によって市場開催権を与えられた。
市場町ヴァールは、1800年頃にはフランツ・ルートヴィヒ・シェンク・フォン・カステル、別名「マーレフィッツシェンク」の所領の首邑であった。1806年のライン同盟でこの町はバイエルン領となった。バイエルンの行政改革に伴う1818年の市町村令によって現在の自治体が成立した。
1970年代の町域再編に伴う町村合併で、エンメンハウゼン、ブロンネン、ヴァールハウプテンが合併した。

### 人口推移
- 1970年 1,737人
- 1987年 1,784人
- 2000年 2,013人
- 2007年 2,252人
- 2008年 2,259人
- 2009年 2,215人[3]

## 行政
2020年からローベルト・プロチュカ (Bürgerblock Waal) が町長を務めている。町議会は14人の議員からなる。

### 紋章
図柄: 銀地。銀の雲から現れる聖ニコラウス。聖人は赤い法衣をまとい、右手に司教杖を持ち、左手に抱えたミサ典書の上に3つの金の球を載せている。この聖人はヴァールの聖ニコラウス教区教会の守護聖人であり、18世紀から紋章に採用されている。

## 文化と見所

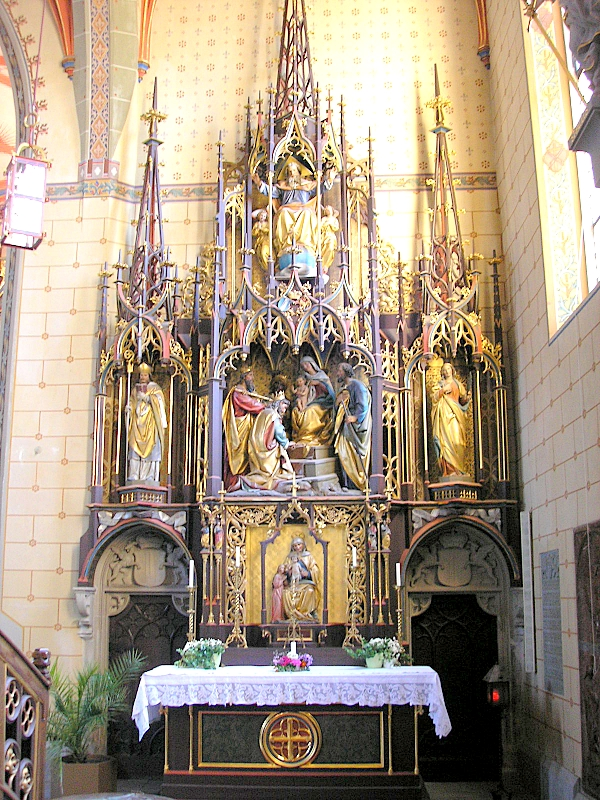
聖アンナ教会の南脇祭壇

- 教会集落ブロンネンは、1989年の「俺たちの村が一番だ」コンテストの州大会で金メダルを獲得し、連邦全国大会で銀メダルを獲得した。
- ヴァールのキリスト受難劇は、定期的に上演され、バイエルン＝シュヴァーベンで最も古いキリスト受難劇の一つに数えられる。
- ヴァールの聖ニコラウス教会
- ヴァールの聖アンナ教会（ネオゴシック様式の内装）
- タヴェルナとヴァール城
- ブロンネンの聖マルガレータ教区教会
- エンメンハウゼンの聖ウルリヒ教区教会
- ヴァールハウプテンの聖ミヒャエル教会

## 経済と社会資本
- 基礎課程学校 1校
- ブールローエ本課程学校ヴァール分校
- 市民学校

## 人物

### 出身者
- フーベルト・フォン・ヘルコマー（1849年 - 1914年）肖像画家、彫刻家、ドイツにおけるモータースポーツの先駆者。

## 引用
1. ↑  https://www.statistikdaten.bayern.de/genesis/online?operation=result&code=12411-003r&leerzeilen=false&language=de Genesis-Online-Datenbank des Bayerischen Landesamtes für Statistik Tabelle 12411-003r Fortschreibung des Bevölkerungsstandes: Gemeinden, Stichtag (Einwohnerzahlen auf Grundlage des Zensus 2011)
2. ↑  Bayerische Landesbibliothek Online
3. ↑   市場町ブーフ当局による2009年7月1日の人口